# Тополь сычуаньский
Тополь сычуаньский (лат. Populus szechuanica) — китайский вид лиственных деревьев из рода Тополь семейства Ивовые (Salicaceae).

## Распространение
Эндемик Китая, встречается на территории провинций Сычуань, Ганьсу, Шэньси, Сицзан и Юньнань.
Произрастает в лесах по склонам гор, на высотах от 1100 до 4600 метров над уровнем моря.

## Ботаническое описание
Деревья до 40 м высотой, кора серовато-белая, у основания ствола неровная и трещиноватая, вверху гладкая. Крона яйцевидно-шаровидной формы. Молодые ветви зеленовато-коричневые или пурпурные, угловатые и слегка изогнутые, толстые, голые. С возрастом ветви становятся желтовато-коричневыми или серыми, шероховатыми. Почки красноватые, голые или опушенные, вытянутые, с заострёнными вершинами. 
Листья на черешках длиной 2,5—8 см. Листовая пластинка широкояйцевидной, яйцевидно-округлой или яйцевидно-ланцетной формы, размерами 8—18 × 5—15 см, в основании округлая, клиновидная или неглубоко сердцевидная. Край листа железисто-зубчатый, бывает реснитчатый. Молодые листья на черешках 2—4 см длиной, с листовой пластинкой длинно-яйцевидно-эллиптической формы, размерами 11—20 × 5—11 см, с желтовато-зелёной средней жилкой снизу, и с железисто-гребенчатым краем. Вершина листиков острая или коротко заострённая. 
Женские сережки 10—20 см длиной и более. Плод яйцевидный, 7—9 мм, голый, с тремя или четыримя створками. 
Цветение идёт в апреле-мае. Плодоношение наступает в мае-июне.

## Таксономия
Populus szechuanica C.K.Schneid., Plantae Wilsonianae 3(1): 20—21. 1916.
Typus: «China: Sichuan: Guan Xian, forests of Banlan Shan, 2300-3700 m, 6 July 1908»
Разновидности
Известна одна разновидность
Populus szechuanica var. tibetica C.K.Schneid., Plantae Wilsonianae 3(1): 33. 1916.
произрастает в горах Сычуаня и Сицзана, на высотах 2000—4500 м. 